# Тісіфона

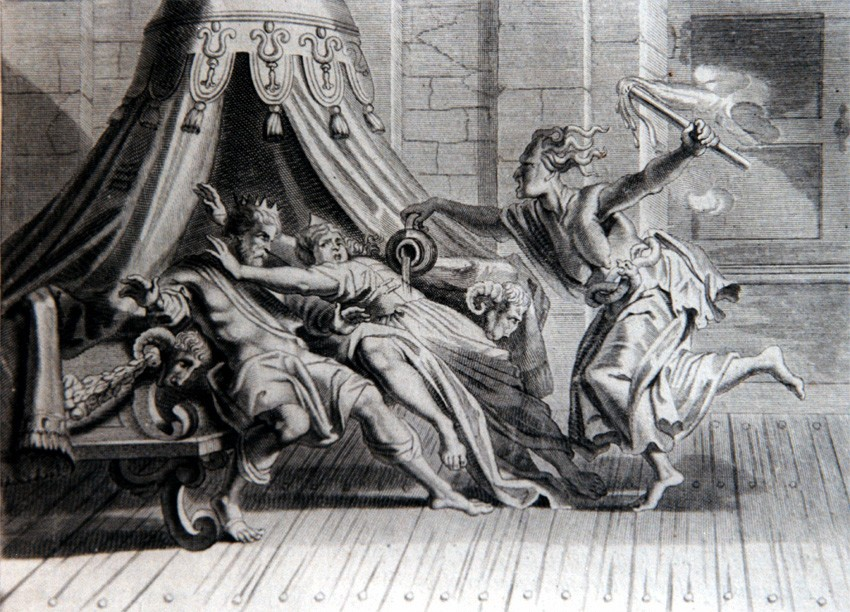
Тісіфона зводить з розуму Атаманта та Іно

Тісіфона (грец. Τισιφόνη) — середня з ериній, народилася від Землі — Геї, котра всмоктала краплі крові, що протекли під час оскоплення Урана.
Згідно з іншою версією, її з сестрами породила богиня ночі Нікта від Ереба.
За Вергілієм, живе у залізній вежі в Аїді. За Данте («Пекло», IX), разом із сестрами мешкає в отхлані, де панує володарка вічних сліз Прозерпіна. Її ім'я означає «та, що мститься за убивство». Як і решта ериній, виглядає старою жінкою, в якої замість волосся в'ються гадини, тіло чорне, як вугілля, голова псяча, крила, як у кажана, з рота капає кров і стирчить довгий язик, а очі налляті кров'ю. За іншими зображеннями, схожа на звичайну жінку-мисливицю. В руках має запалений смолоскип або канчук. За «Божественною комедією» Данте Аліг'єрі, мала, як сестри, бліду шкіру й була перевита зеленими гідрами та мешкала на багристій вежі. У царстві мертвих б'є злочинців батогом і лякає зміями. За переказом, покохала царя Киферона, а коли той знехтував її коханням, задушила його своїми косами. За деякими версіями, живиться трупами убитих і миється їхньою кров'ю.